# Финно-угорская школа

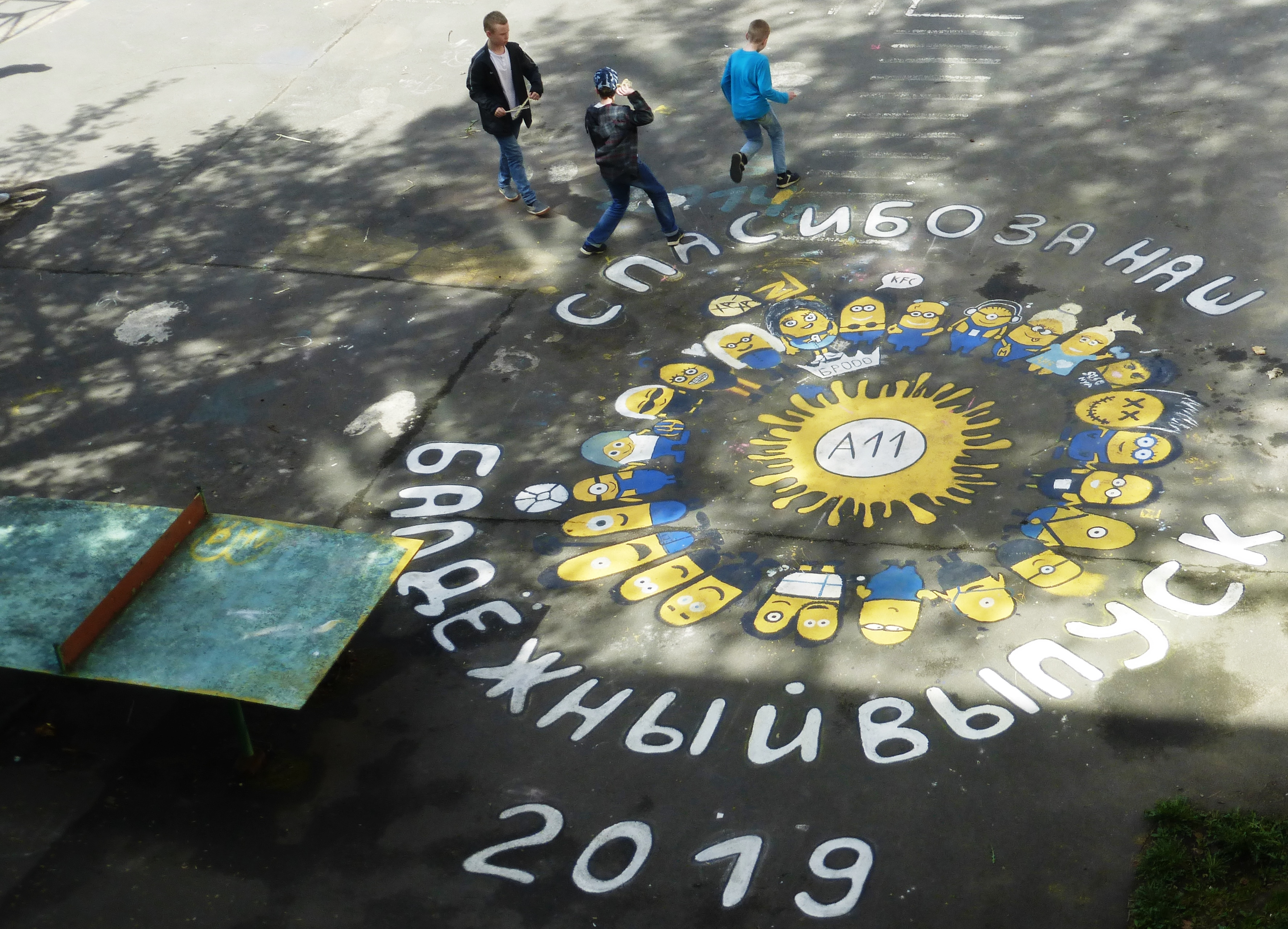
Школьный двор

Муниципа́льное бюдже́тное общеобразова́тельное учрежде́ние Петрозаводского городского округа «Сре́дняя общеобразова́тельная финно-уго́рская школа имени Э́лиаса Лённрота» (фин. Suomalais-ugrilainen koulu, карел. Šuomelais-ugrilaini koulu, вепс. Suomalaiž-ugrilaine škol) — средняя общеобразовательная школа в городе Петрозаводске.
Основана в 1994 году как национальная финно-угорская школа № 52. В настоящее время расположена в типовом здании школы (бывшая школа № 18), построенном в 1963 году.

## История
Национальная начальная финно-угорская школа была открыта 1 сентября 1994 года в здании петрозаводской гимназии № 17 как школа № 52. В школе обучалось 114 человек, педагогический коллектив состоял из 10 учителей.
1 сентября 1999 года произошло слияние финно-угорской школы № 52 и петрозаводской общеобразовательной средней школы № 18.
1 сентября 2000 года школе присвоено имя Элиаса Лённрота.
В 2001—2002 годах был проведён капитальный ремонт здания школы.
В 2004 году школа стала финалистом всероссийского конкурса «Лучшие школы России — 2004» в номинации «Школа с этнокультурным компонентом».

## Общие сведения
Школа является базовой площадкой для образовательных учреждений Республики Карелия с этнокультурным компонентом.
В школе обучаются более 900 учащихся, педагогический коллектив — 71 преподаватель.
Школа специализируется на изучении:
- вепсского языка
- карельского языка (собственно-карельское и ливвиковское наречия)
- финского языка, английского языка

Школа располагает языковыми лабораториями, компьютерными классами, спортивными залами, столярной и слесарной мастерскими, кабинетом обслуживающего труда с оборудованными классами кулинарии и швейного дела, тренажёрным залом, библиотекой с читальным залом, актовым залом, медицинским кабинетом и кабинетами службы сопровождения (логопед, психолог, социальный педагог).
В кабинете истории располагается школьный музей истории и культуры карелов и вепсов.
На базе школы проводятся конкурсы знатоков карельского, вепсского и финского языков, этнокультурные фестивали.
В школе проходят практику студенты Петрозаводского государственного университета, Петрозаводского педагогического колледжа, социально-педагогического колледжа и университета Йоэнсуу (Финляндия).